# Adolf von Baeyer
Johann Friedrich Wilhelm Adolf von Baeyer (31. října 1835 Berlín – 20. srpna 1917 Starnberg)
byl německý chemik, který syntetizoval indigo a v roce 1905 získal Nobelovu cenu za chemii za „výzkum organických barviv a hydroaromatických sloučenin“.
Studoval matematiku a fyziku na Humboldtově univerzitě a poté odjel do Heidelbergu studovat chemii s Robertem Bunsenem. Tam pracoval převážně v laboratoři Friedricha Kekulého. V roce 1860 se stal lektorem na Gewerbeinstitut Berlin (dnes Technická univerzita Berlín) a v roce 1871 profesorem na Univerzitě ve Štrasburku. V roce 1875 se pak stal profesorem chemie na Mnichovské univerzitě.
Mezi jeho úspěchy patří syntéza a popis rostlinného barviva indiga, objev fenolftaleinových barviv, výzkum polyacetylenů, oxoniových solí, nitroso sloučenin a derivátů kyseliny močové (včetně objevu kyseliny barbiturové, základní složky barbiturátů, roku 1864). Jako první navrhl v roce 1869 správný chemický vzorec indolu.

## Ocenění
- 1881: Davyho medaile Královské společnosti v Londýně
- 1885: povýšení do dědičného stavu
- 1891: Maxmiliánův řád za vědu a umění
- 1895: Pour le Mérite za vědu a umění
- 1903: Liebigova medaile, udělená Deutsche Chemische Gesellschaft
- 1905: Nobelova cena za chemii

Od roku 1911 byla na jeho počest nepravidelně udělována „Medaile Adolfa von Baeyera“.
Byl členem mnoha učených společností:
- 1877: Bavorská akademie věd[3]
- 1884: Americká akademie umění a věd[4]
- 1884: Pruská akademie věd[5]
- 1885: Královská společnost[6]
- 1898: Národní akademie věd Spojených států amerických

Od roku 2009 nese jeho jméno měsíční kráter von Baeyer.